# Tim Coremans
Tim Coremans (Breda, 10 aprile 1991) è un calciatore olandese, portiere svincolato.

## Carriera
Ha giocato nella prima divisione olandese.